# MSA Tigers
Gli MSA Tigers sono la squadra di football americano dell'Università di Ottobre di Scienze e Arti Moderne, in Egitto, fondata nel 2014.

## Dettaglio stagioni

### Tornei nazionali

#### Campionato

##### ENFL
| Stagione | regular season | regular season | regular season | regular season | regular season | regular season | playoff | playoff | playoff | playoff | playoff | playoff       | playoff          |
|          | Vin            | Par            | Per            | Tot            | PF             | PS             | Vin     | Per     | Tot     | PF      | PS      | risultato     | avversaria       |
| -------- | -------------- | -------------- | -------------- | -------------- | -------------- | -------------- | ------- | ------- | ------- | ------- | ------- | ------------- | ---------------- |
| 2015     | 1              | 0              | 3              | 4              | 68             | 103            | -       | -       | -       | -       | -       | -             | -                |
| 2016     | 3              | 0              | 2              | 5              | 117            | 62             | 0       | 1       | 1       | 22      | 28      | Semifinale    | Cairo Hellhounds |
| 2017     | 2              | 0              | 2              | 4              | 124            | 79             | 1       | 1       | 2       | 32      | 39      | Egyptian Bowl | GUC Eagles       |
| 2018     | 3              | 0              | 2              | 5              | 116            | 52             | 0       | 1       | 1       | 6       | 27      | Semifinale    | Cairo Wolves     |
| 2019     | 2              | 0              | 3              | 5              | 69             | 98             | 1       | 1       | 2       | 21      | 54      | Egyptian Bowl | GUC Eagles       |
| 2021     | 2              | 0              | 2              | 4              | 34             | 48             | -       | -       | -       | -       | -       | -             | -                |
| Totale   | 13             | 0              | 14             | 27             | 528            | 442            | 2       | 4       | 6       | 81      | 148     |               |                  |

Fonti: Enciclopedia del Football - A cura di Roberto Mezzetti